# Peace, Death!
Peace, Death! — аркадна рольова відеогра 2017 року, розроблена та видана російською студією Azamatika для Microsoft Windows, Android, iOS і Nintendo Switch. Випуск гри для Windows відбувся 24 березня 2017 року, для Android і iOS — 23 жовтня того ж року, а для Nintendo Switch — 21 листопада 2018 року.

## Ігровий процес
Головним героєм Peace, Death! є Жнець, який працює в корпорації «Апокаліпсис» і визначає, куди відправляти померлих: у пекло, до раю чи в чистилище, що стає доступним для вибору після проходження потрібної кількості рівнів, яких у грі сорок дев'ять. Розподіл небіжчиків, серед яких можуть опинитися відомі особистості та персонажі, як-от Чак Норріс, Джейсон Вургіз, T-800 та інші, залежить від їхніх зовнішніх ознак: наявності крові на одязі або на підлозі, зброї в руках, червоних рогів та інших. Часом гравець буде стикатися з різними подіями, в яких йому потрібно, наприклад, за відведений час розподілити певну кількість упокоєних або розкрити сейф, а також буде отримувати дзвінки від стажиста, який надійде йому в опіку в міру просування вгору кар'єрними сходами. За виконання рівнів Жнець заробляє черепки, які він може витратити на придбання позитивних бонусів або скасування негативних для наступного рівня.

## Сюжет
Гра починається з того, що протагоніст сидить на дивані зі своїм домашнім улюбленцем і дивиться телевізор. У нього з'являється бажання поїсти, він збирається замовити доставку їжі, але у не вистачає на це грошей. У зв'язку з цим він влаштовується на роботу в корпорацію «Апокаліпсис», де йому дають випробувальний термін тривалістю в сім тижнів. Здебільшого гравець отримуватиме завдання від Смерті, але в міру проходження йому даватимуть роботу й інші вершники Апокаліпсиса: Голод, Війна і Чума. Після проходження всіх рівнів Женцю вручають атестат про закінчення випробувального терміну, після чого гравцеві надають «підрахунок його персонального доробку як співробітника».

## Огляди
Олена Пі з інтернет-видання Игромания назвала Peace, Death! «цілком цікавою «сортувальною» вбивалкою часу». Руслан Губайдуллін, рецензент вебсайту Overclockers, теж звернув увагу на здатність гри «заповнити обідню перерву», назвавши її нескладною і веселою аркадною «грою-приколом», «грою-розвагою». Кореспондент журналу Switch Player, Олівер Родерік, дав грі оцінку в 3,5 бала з 5 можливих, зазначивши, що Peace, Death! є однією з найкращих ігор, чия вартість нижча за позначку в п'ять фунтів стерлінгів, а також той факт, що в грі «є щось особливе» і вона варта уваги.

## Продовження
Продовження гри під назвою Peace, Death! 2 було випущено 7 жовтня 2021 року для пристроїв під управлінням Microsoft Windows. 23 листопада того ж року відбувся реліз гри для Android, а наступного місяця, 11 грудня, — для iOS. Розробником також виступила Azamatika. На відміну від першої частини гри, у Peace, Death! 2 гравцеві треба розібратися з шістьма клієнтами за раз, розподіляючи їх за правилами. У міру проходження рівнів з'являтимуться клієнти з власними правилами відправлення і ті, хто можуть впливати на інших померлих.